# A Great Day for Freedom
„A Great Day for Freedom“ je pátá skladba z posledního studiového alba anglické progresivně rockové hudební skupiny Pink Floyd The Division Bell, vydaného v roce 1994.

## Sestava
- David Gilmour – kytara, zpěv
- Richard Wright – piáno
- Guy Pratt – baskytara
- Jon Carin – programování
- Nick Mason – bicí, tamburína
- Michael Kamen – orchestrální aranžmá